# Limnophora latiseta
Limnophora latiseta är en tvåvingeart som beskrevs av Fritz Isidore van Emden 1965. Limnophora latiseta ingår i släktet Limnophora och familjen husflugor. Inga underarter finns listade i Catalogue of Life.